# Вісь зла
Вісь зла (англ. Axis of evil) — термін, який вперше використав колишній президент США Джордж Вокер Буш у щорічному зверненні до Конгресу США 29 січня 2002 року, та часто повторював весь період свого президентства, описуючи уряди країн, які звинувачуються у спонсоруванні тероризму, володінні та/або спробах розробити зброю масового ураження.